# ایزلامی
ایزلامی (روسی: Исламей) یا با عنوان شناخته شدهٔ اسلامی: راپسودی شرقی، عنوان یک قطعه برای اجرا توسط پیانو می‌باشد که توسط آهنگساز روسی، میلی بالاکیرف در سپتامبر ۱۸۶۹ تصنیف گردید. بر دستنوشتهٔ این اثر و در زیر نام ایزلامی، عنوان «راپسودی شرقی» درج گردیده. این اثر موسیقی با شمارهٔ اپوس ۱۸ در فهرست آثار آهنگساز ثبت گردیده.

## میزان دشواری اجرای اثر
اغلب نسخه‌های کنونی این قطعهٔ هنری دارای پاساژهای متفاوتی هستند. اکثر این پاساژها ساده و برخی دیگر بسیار دشوار هستند. سختی تکنیکی اجرای این اثر مورد علاقهٔ استادان چیره‌دست پیانوی گذشته و معاصر از جمله نیکلای روبینشتاین، فرانتس لیست، سیمون بارر، ژولیوس کاچن، گئورگ چیفرا، بوریس برژوفسکی، میخاییل پلتنه و ایوو پوگرلیچ می‌باشد. مصنف اثر، میلی بالاکیرف از استادان چیره‌دست پیانو بود اما با همهٔ این احوال، یک بار اذعان نمود که در این قطعه، پاساژهایی وجود دارد که او نمی‌تواند آنها را به راحتی مدیریت کند!. همچنین، الکساندر اسکریابین یکی دیگر از استادان چیره‌دست پیانو، متذکر شد که برای اجرای این اثر به همراه قطعه دیگر با نام خاطراتی از دون‌خوان، دست راست وی به‌طور جدی دچار آسیب دیدگی گردید هر چند در نهایت این صدمات بهبود یافت.

## میراث و تأثیرات
ایزلامی، به عنوان آخرین اثر سولوی دشوار پیانو شناخته می‌شود، موریس راول، آهنگساز برجسته و مصنف اثر مشهور گاسپار شب، به یکی از دوستانش متذکر گردید که هدف وی از تصنیف اثر یادشده، خلق اثری دشوارتر از قطعهٔ ایزلامی بالاکیرف بود. الکساندر برودین در قطعهٔ اپرایی خودش با عنوان پرنس ایگور، بخش کوچکی از این قطعه را با عنوان نقل‌قول موسیقی گنجانده‌است. نیکلای ریمسکی-کورساکف نیز در پوئم سمفونیک مشهورش به نام شهرزاد نیز این موضوع را تکرار نمود. این قطعه مدت زمان کوتاهی پس از مرگ مصنفش، توسط آلفرد کاسلا، ۲ مرتبه برای ارکستر تنظیم گردید. در ۲۶ فوریه ۱۹۶۱، این اثر هنری توسط سرگئی لیاپنو، یوجین اورمندی و ارکستر فیلادلفیا تحت عنوان نسخهٔ ارکسترال، به صورت استریو برای کلمبیا رکوردز ضبط گردید.

## نگارخانه

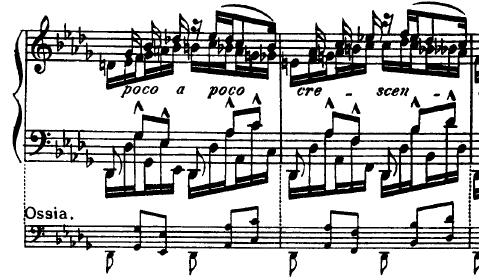
۲ میزان از پاساژهای دشوار اثر